# Hyalopsyche palpata
Hyalopsyche palpata är en nattsländeart som beskrevs av Georg Ulmer 1904. Hyalopsyche palpata ingår i släktet Hyalopsyche och familjen Dipseudopsidae. Inga underarter finns listade i Catalogue of Life.